# Recolección

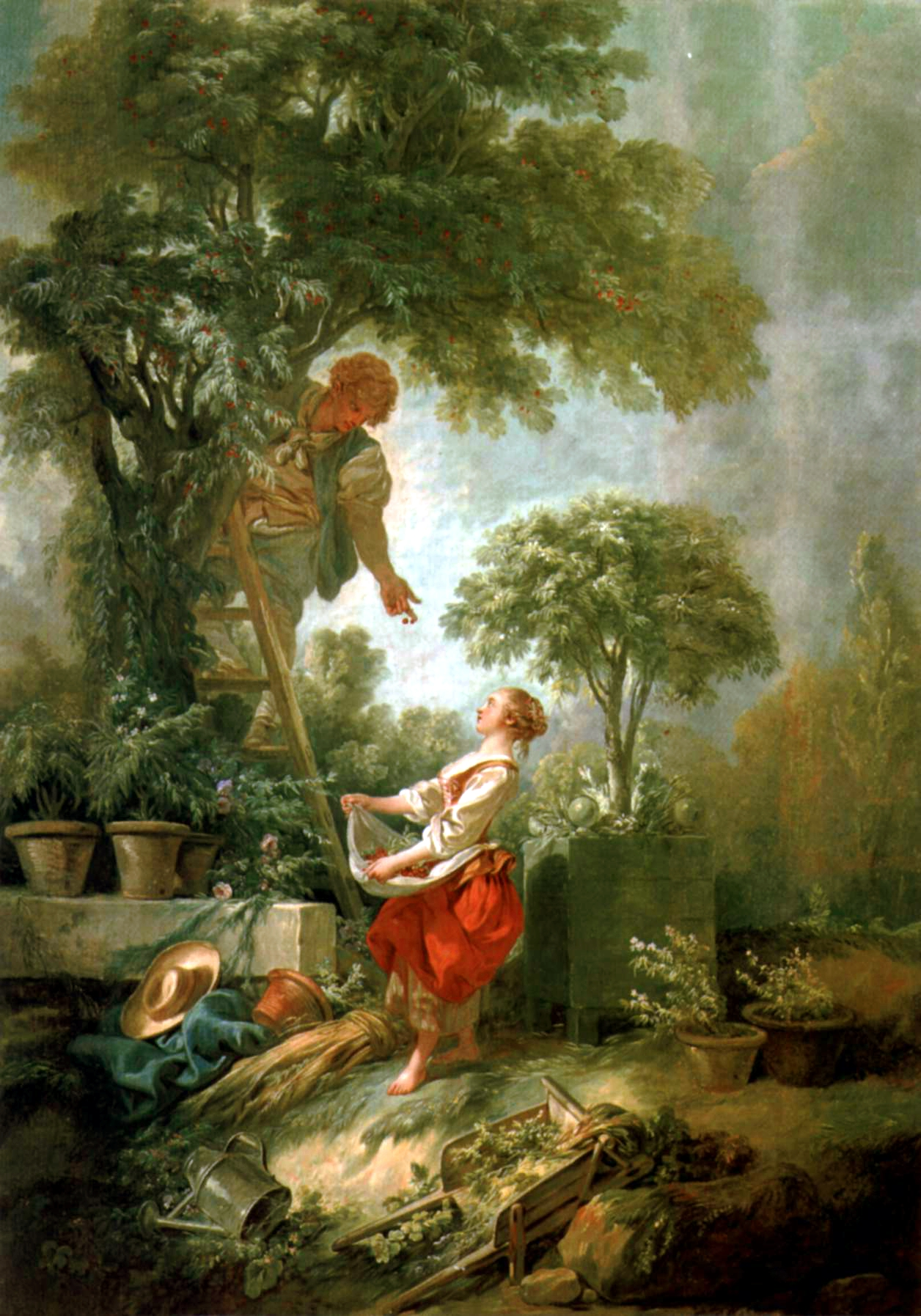
Cosecha de frutas por François Boucher.

La recolección (o cosecha si es un proceso agrícola) es una actividad humana que consiste en tomar una o varias partes útiles de determinadas plantas o setas de une ecosistema exterior, en particular frutos o flores que hayan alcanzado su madurez y que se destinen al consumo alimentario o a la producción de determinadas materias primas naturales. También hablamos de recolección de pequeños animales comestibles como caracoles, ostras, mejillones, orugas y ciertos insectos.

## Diferentes tipos de recolección

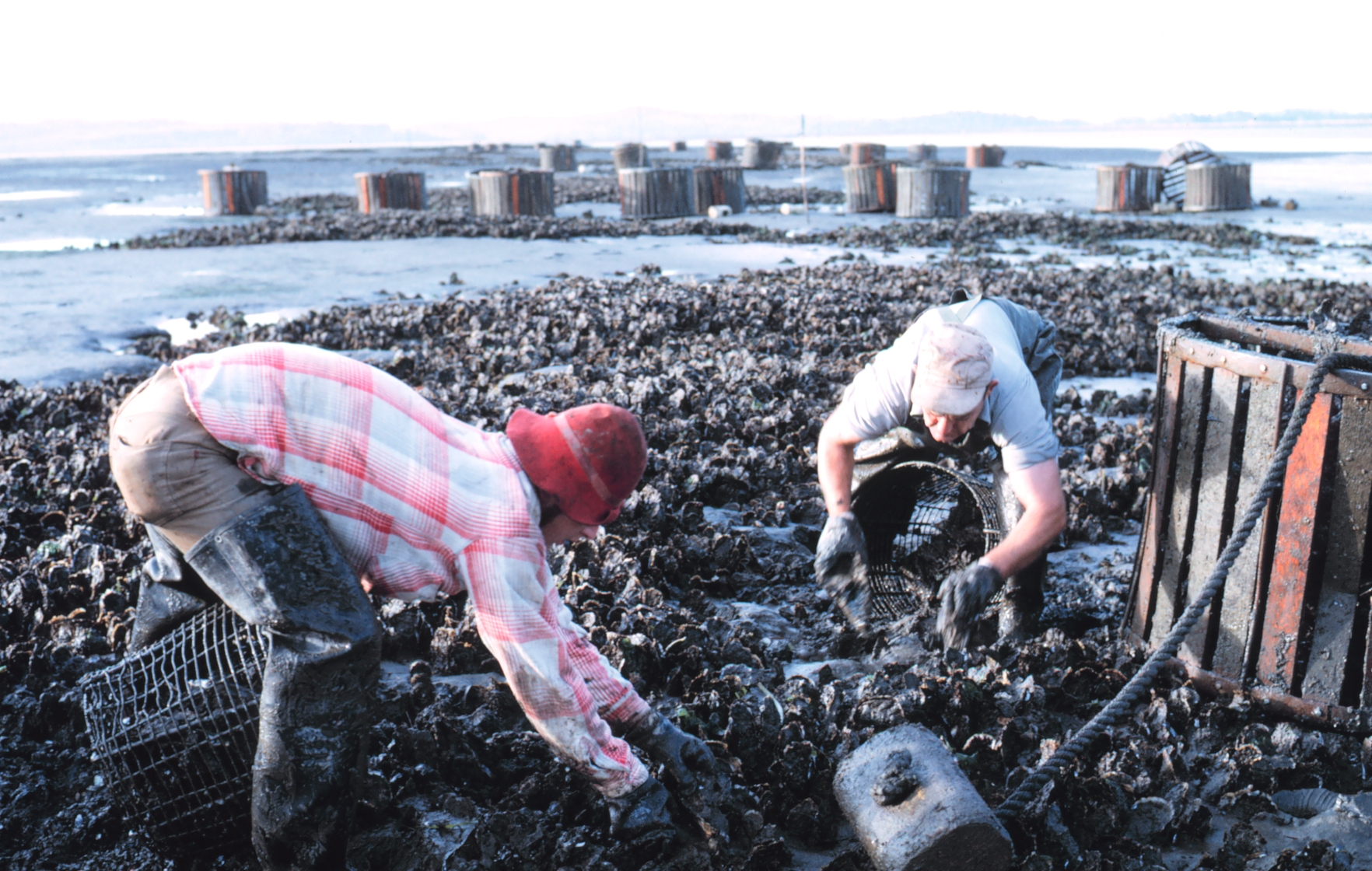
Recolección de ostras.

La recolección se practica en bosques o claros según las riquezas que produce la naturaleza, es una actividad similar a la caza. De hecho, alguna vez fue esencial y un modo de subsistencia para los pueblos nómadas primitivos designados como cazadores-recolectores. Hoy en día sigue siendo una actividad de ocio familiar que a la vez permite practicar senderismo.
En cambio, cuando esta actividad se desarrolla en el ámbito agrícola, ya seancampos de cultivo, criaderos de ostras o criaderos de mejillones, u otro tipo deoperaciones agrícolas, con limitaciones y objetivos económicos, se transforma en una actividad de cosecha. Por lo tanto se transforma en un trabajo rural que se realiza a mano o de forma mucho más mecanizada. 
La recolección de plantas silvestres (aromáticas y medicinales) es también una actividad profesional destinada a abastecer a los sectores farmacéutico, alimentario o de perfumería y cosmética. Es una actividad que puede terner un gran ineterés social ya que puede dar un impulso al desarrollo rural.
La forma de recolectar (por ejemplo la recolección del té) depende de la calidad deseada para el producto final.
El término " cosecha" también se utiliza para designar el período durante el cual se practica esta actividad.

## Historia

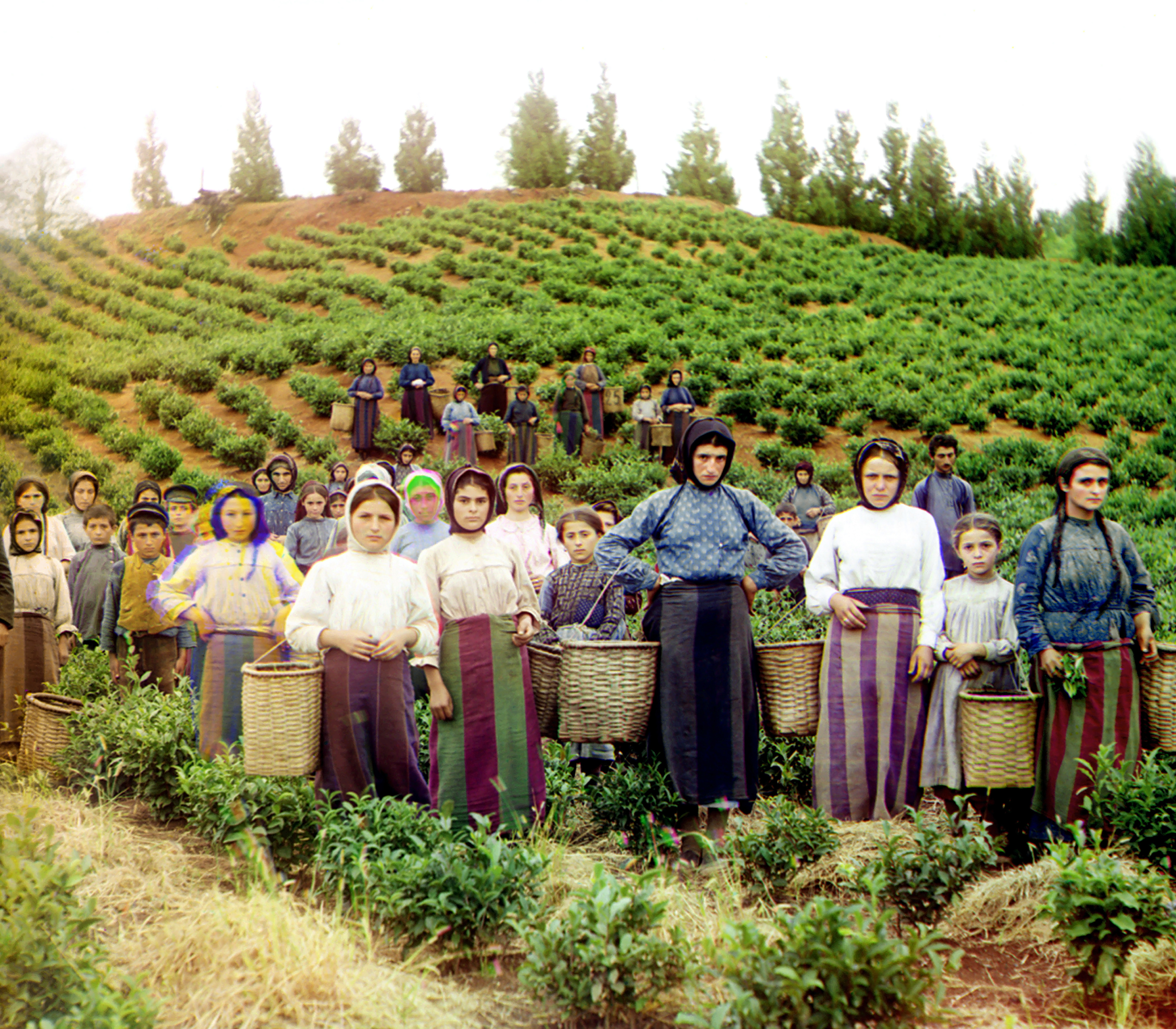
Mujeres griegas reunidas para la cosecha del té (alrededor de 1910).

La recolección es una de las actividades humanas más antiguas. Se remonta a la prehistoria, época de los llamados cazadores y recolectores. Junto con la caza, la recolección fue un recurso alimentario esencial desde la existencia de la especie humana hace 300,000 de años,  hasta el inicio de la agricultura hace 12,000 años. El uso de plantas silvestres ha fluctuado con el tiempo pero sin disminuir, dependiendo a veces de los eventos climáticos, de los cultivos, de la economía o de las estaciones. Lieutaghi, un escritor y etnobotánico francés,  pone en evidencia la relación ambigua entre el hombre moderno y las "malezas" (o malas hierbas) que sin embargo convierten en ensaladas o infusiones.

## Precauciones en la naturaleza

### Respeto a los hábitos y costumbres.
La recolección de vegetales silvestres puede ser tolerada en terrenos privados, a menos que se indique lo contrario. Las prácticas y costumbres suelen cambiar según los países. En España, los dueños suelen indicar con un cartel si no quieren que se realicen esas prácticas en su terreno.

### Precauciones legales
La recolección, cuando se practica en la naturaleza, debe respetar ciertas reglas, como:
- respetar las propiedades privadas y las áreas protegidas (como parques nacionales o zonas naturales);
- Informarse, según la especie y la región, de los períodos y condiciones de recogida autorizados;
- no exceder las cuotas autorizadas;
- etc.

### Precauciones sanitarias

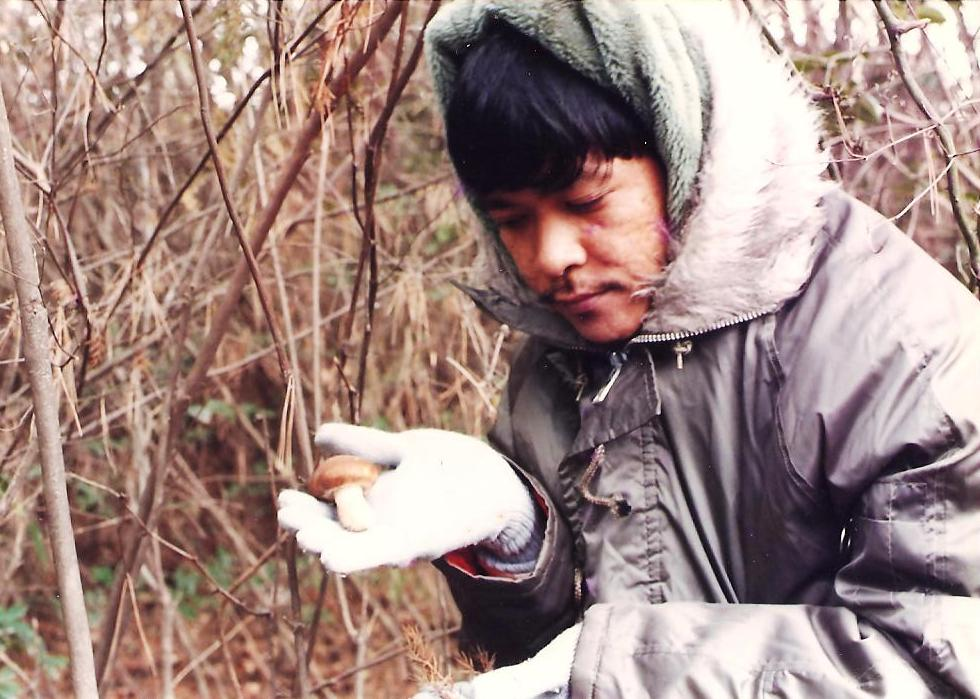
Se debe ser prudente para la recolección de vegetales silvestres en la naturaleza.

A menos de conocer perfectamente una región, su flora y su fauna, el "recolector" nunca está a salvo de una intoxicación alimentaria provocada ya sea por la contaminación de los alimentos por animales o sus excrementos, o por la ingestión de especies tóxicas. 
Algunas precauciones : 
- Cuidado con la confusión con especies similares pero no comestibles o incluso fatales[7]
- Evitar las zonas contaminadas
- Cuidado con las plagas y enfermedades
- Evitar recoger las bayas a ras del suelo para evitar la hidatidosis, una enfermedad hepática grave transmitida por los excrementos caninos
- Evitar recolectar plantas enfermas o dañadas
- etc.

### Precauciones ecológicas
Una recolección irresponsable puede alterar el biotopo y comprometer las cosechas posteriores.
Algunas precauciones
- Evitar pisotear y aplastar el entorno dela especie recolectada
- No recolectar nunca todo el recurso disponible
- Dejar suficientes raíces y semillas
- Evitar herir o dañar la planta madre o el micelio de los hongos.
- Evitar recolectar individuos jóvenes y semillas
- Respetar las especies protegidas
- etc.

## La recolección, arte y cultura

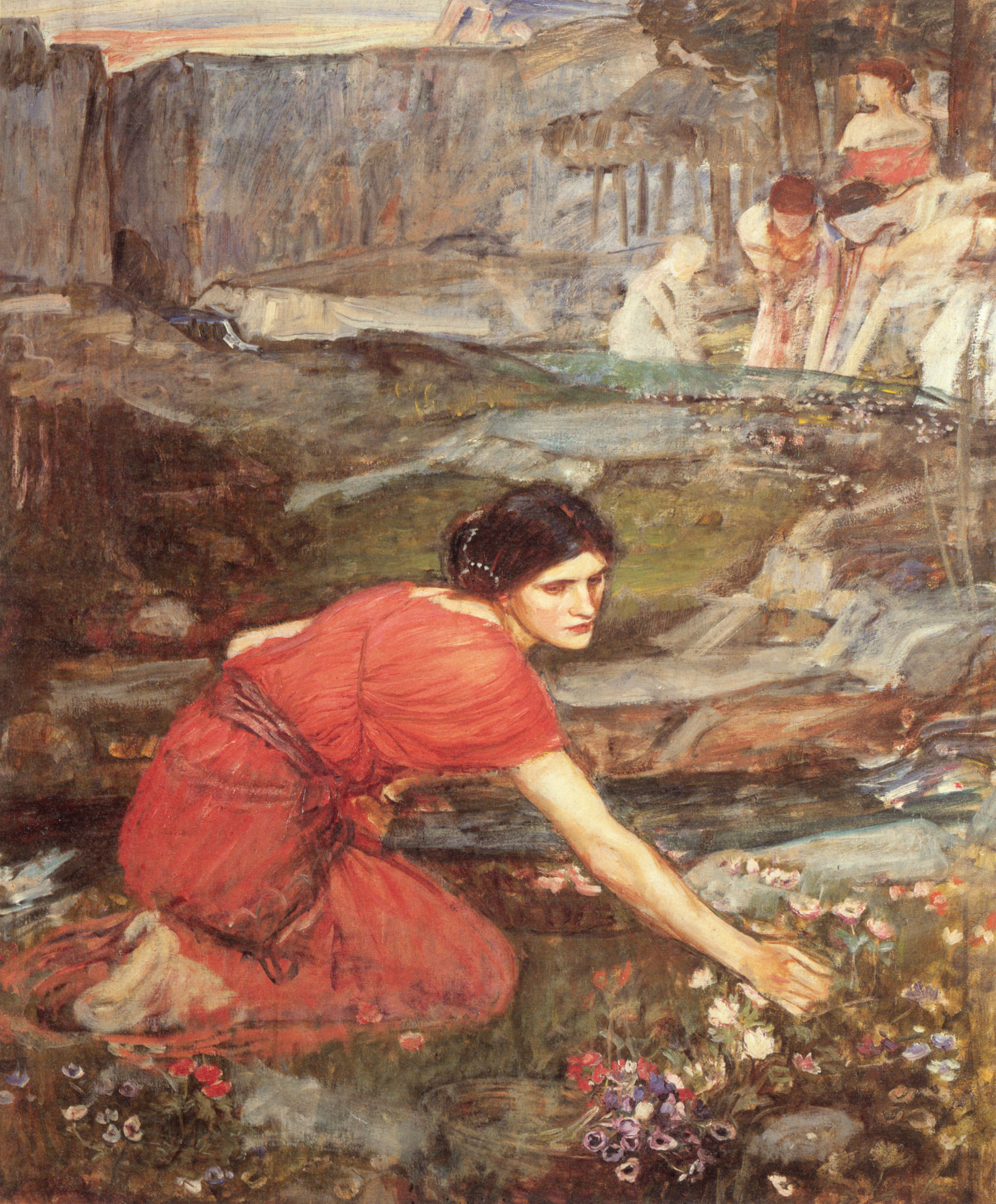
Joven recogiendo flores junto a un arroyo, John William Waterhouse,1911.
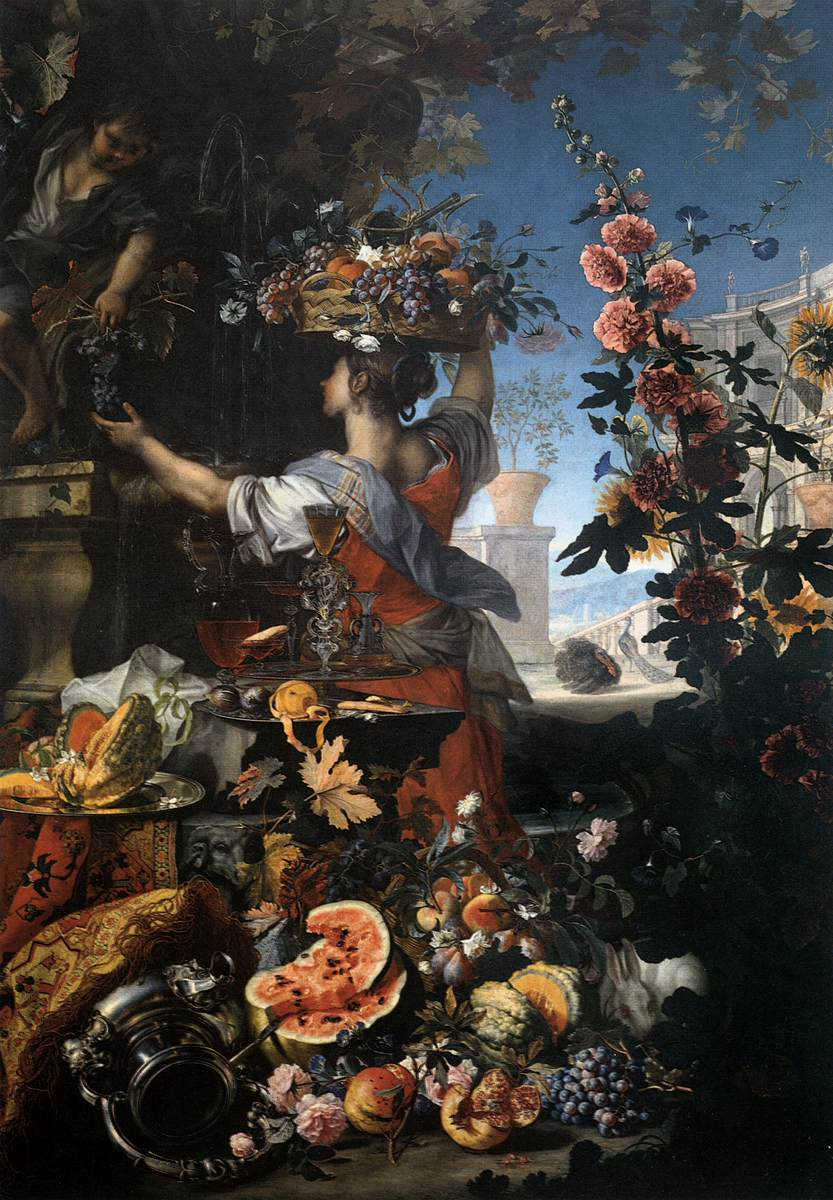
Flores, frutos y mujer recogiendo uvas, Christian Berentz, 1689.
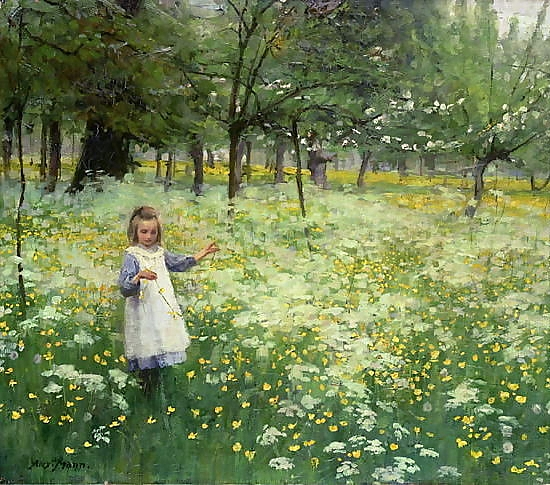
Cosecha de oro y plata, Alejandro Mann, 1906.
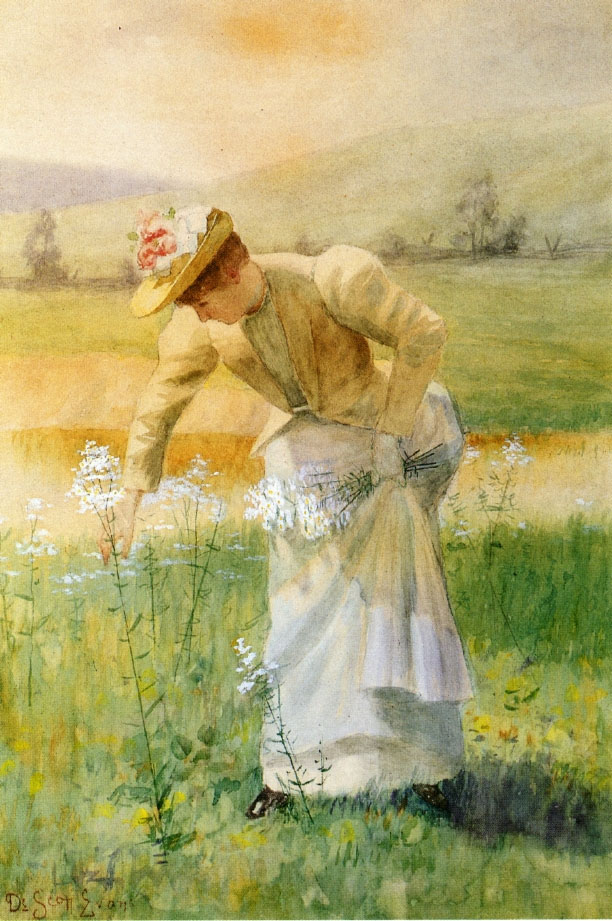
Las mujeres recogen flores, Scott Evans, 1887.